# Ducula radiata
La dúcula colibarrada o dúcula de cola de barras (Ducula radiata) es un ave columbiforme de la familia Columbidae.

## Distribución geográfica
Se trata de un endemismo de las selvas montanas de Célebes en Indonesia.